# Bloc démocratique du Diambour
Pour les articles homonymes, voir Bloc démocratique et BDD.
Le Bloc démocratique du Diambour (BDD) était un parti politique sénégalais.

## Histoire
Ce parti n'a eu qu'une existence éphémère[Quand ?] et une audience limitée.
Par la suite[Quand ?], il fusionne avec le Parti sénégalais d'action socialiste (PSAS) animé par Lamine Guèye.

## Organisation
Son siège était dans le Diambour, une ancienne région proche de Louga.